# Xã Mussey, Michigan
Xã Mussey (tiếng Anh: Mussey Township) là một xã thuộc quận St. Clair, tiểu bang Michigan, Hoa Kỳ. Năm 2010, dân số của xã này là 4.206 người.